# Pyza
Genre
Pyza est un genre d'opilions dyspnois de la famille des Nemastomatidae.

## Distribution
Les espèces de ce genre se rencontrent en Europe et en Turquie.

## Liste des espèces
Selon World Catalogue of Opiliones (14/06/2025) :
- Pyza anatolica (Roewer, 1959)
- Pyza bosnica (Roewer, 1919)
- Pyza navarrensis (Roewer, 1951)
- Pyza taurica Gruber, 1979

## Systématique et taxinomie
Ce genre a été décrit par Staręga en 1976 dans les Nemastomatidae.

## Publication originale
- Staręga, 1976 : « Die Weberknechte (Opiliones, excl. Sironidae) Bulgariens. » Annales Zoologici, Polska Akademia Nauk Instytut Zoologii, vol. 33, p. 287–433.